# 大塔駅
大塔駅（だいとうえき）は、長崎県佐世保市大塔町にある、九州旅客鉄道（JR九州）佐世保線の駅である。
早岐駅から乗り入れる大村線の列車も利用が可能であるが、日中の大半の列車が大村線直通もしくは早岐発着であり、佐世保線の江北方面へは早岐駅で乗換になることが多い。

## 歴史
- 1942年（昭和17年）9月30日：鉄道省の大塔信号場（だいとうしんごうじょう）として開設[2]。永尾駅の前身、永尾信号場と同時に設置された。
- 1945年（昭和20年）5月15日：信号場から駅へ昇格[2]。大塔駅（だいとうえき）開業[2]。
- 1971年（昭和46年）10月20日：荷物扱い廃止[2][3]。無人化[4]。
- 1987年（昭和62年）4月1日：国鉄分割民営化により、九州旅客鉄道（JR九州）の駅となる[2]。
- 2024年（令和6年）10月3日：ICカード「SUGOCA」の利用を開始[5][6]。

## 駅構造

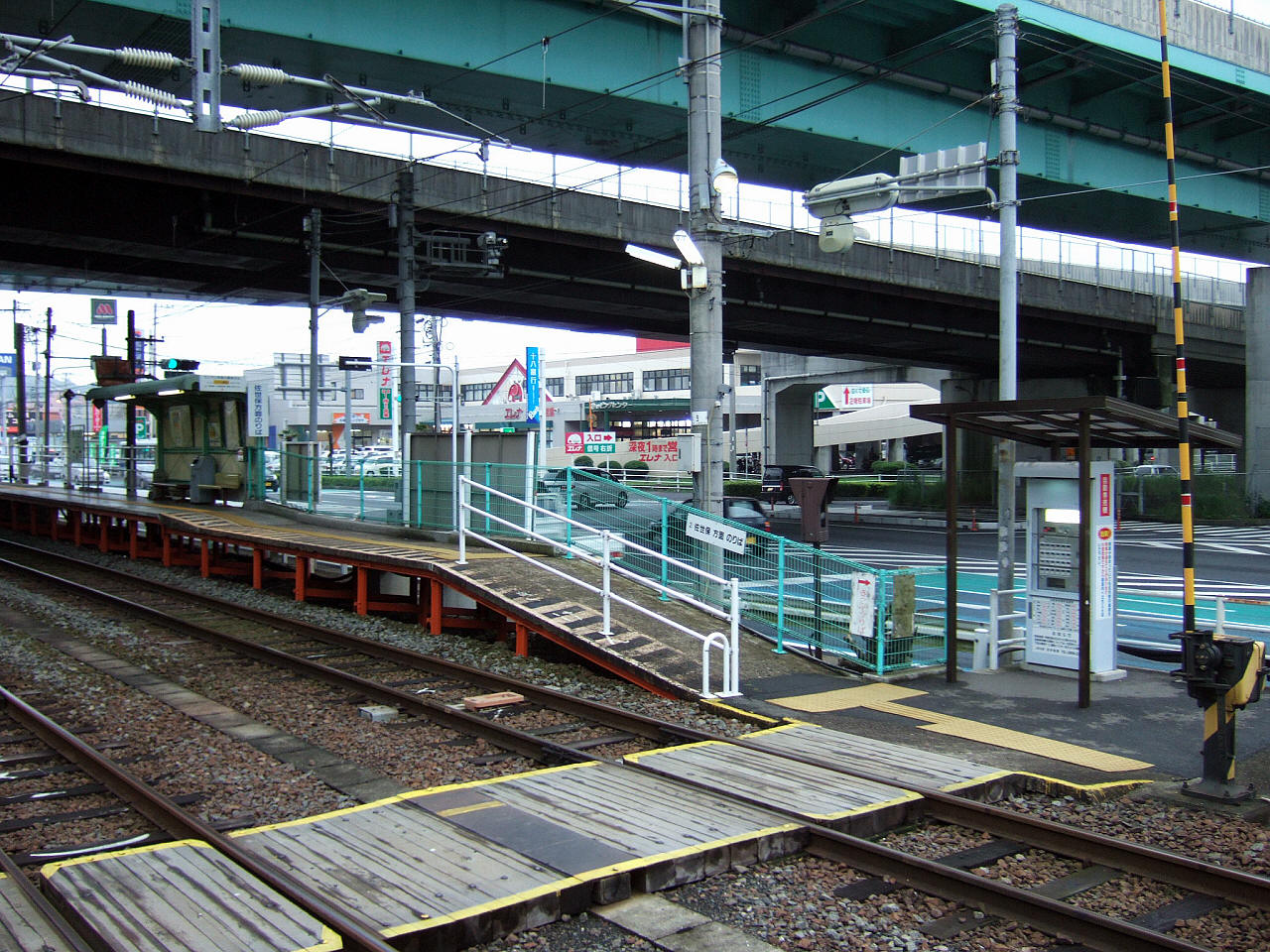
佐世保方面ホームの一部
（上の高架は西九州自動車道）

相対式ホーム2面2線を有する地上駅。二つのホームは互い違いに設置され、構内踏切で連絡している。
駅舎は無く、各ホームに待合所があるのみである。無人駅だが、近年郊外型大型店舗の進出により、自動券売機が設置されている。

### のりば
| のりば | 路線      | 方向 | 行先                       |
| ------ | --------- | ---- | -------------------------- |
| 1      | ■佐世保線 | 上り | 早岐・江北・佐賀・鳥栖方面 |
| 1      | ■大村線   | 上り | 早岐・諫早・長崎方面       |
| 2      | ■佐世保線 | 下り | 佐世保方面                 |

## 利用状況
- 2023年度の1日平均乗車人員は504人である[7]。

| 乗車人員推移 | 乗車人員推移 |
| 年度         | 1日平均人数  |
| ------------ | ------------ |
| 2000         | 224          |
| 2001         | 248          |
| 2002         | 315          |
| 2003         | 338          |
| 2004         | 328          |
| 2005         | 356          |
| 2006         | 365          |
| 2007         |              |
| 2008         |              |
| 2009         |              |
| 2010         | 430          |
| 2017         | 525          |
| 2018         | 524          |
| 2019         | 504          |
| 2020         | 413          |
| 2021         | 416          |
| 2022         | 467          |
| 2023         | 504          |

## 駅周辺
かつては、周辺は田畑が広がるのみであったが、国道沿いに郊外型大型店舗が数多く進出するようになった。また、駅構内の真上を西九州自動車道が通っている。
- 国道35号
- 国道205号
- 西九州自動車道 佐世保大塔インターチェンジ
- 早岐警察署 大塔交番
- 国土交通省 九州地方整備局 長崎河川国道事務所佐世保国道維持出張所
- 大塔自動車学校
- イオン大塔ショッピングセンター
- エレナ 大塔店
- エレナ 本社
- ホームプラザナフコ・NAFCO TWO-ONE STYLE 佐世保東店
- ホームセンターコーナン 大塔店（旧・オサダ）
- ドン・キホーテ 佐世保店
- 佐世保大塔郵便局
- 佐世保市東部クリーンセンター
- 佐世保市東部保健福祉センター・エコスパ佐世保
- 早岐瀬戸大橋
- 陸上自衛隊射撃場
- 若竹台団地

## 隣の駅
九州旅客鉄道（JR九州）
■佐世保線
早岐駅 - 大塔駅 - 日宇駅
■大村線（佐世保駅 - 早岐駅間は佐世保線）
■快速「シーサイドライナー」・■区間快速「シーサイドライナー」・■普通
日宇駅 - 大塔駅 - 早岐駅